# يوري كنور
يوري كنور (مواليد 9 مايو 2000) هو لاعب كرة يد ألماني يلعب في نادي راين نيكار لوين ومنتخب ألمانيا .

## روابط خارجية
- يوري كنور على موقع الاتحاد الدولي لكرة اليد (الإنجليزية)
- يوري كنور على موقع الاتحاد الأوروبي لكرة اليد (الإنجليزية)
- يوري كنور على موقع اللجنة الأولمبية الدولية (الإنجليزية)
- يوري كنور على موقع أوليمبيديا (الإنجليزية)